# Marie-Madeleine Fourcade
Pour les articles homonymes, voir Fourcade.
Marie-Madeleine Fourcade (née Bridou le 8 novembre 1909 à Marseille et morte le 20 juillet 1989 dans le 5e arrondissement de Paris) est une résistante française.
Pendant la Seconde Guerre mondiale en France, elle commande l'un des plus importants réseaux de résistance ayant agi pour les Britanniques, le réseau Alliance, également connu sous le sobriquet d'« Arche de Noé », à cause des pseudonymes animaliers choisis pour ses membres (le sien était « Hérisson », après « POZ 55 »).
Elle succéda comme chef de ce réseau de droite à son fondateur Georges Loustaunau-Lacau après l'arrestation de celui-ci en 1941.
Elle est l'une des rares femmes à avoir dirigé un grand réseau de résistance en France, à l'instar de Marie-Louise Dissard, et l’une des rares en Europe avec la Belge Andrée De Jongh.

## Avant-guerre
« Rien dans le parcours de cette jeune femme de la haute bourgeoisie, élevée au couvent des Oiseaux et pianiste avertie, ne préfigure un tel destin »

— Max Lagarrigue (en).
Née Marie-Madeleine Bridou, elle est mariée avant sa majorité - qui à l'époque était à 21 ans - au futur colonel Édouard Méric. C'est sous ce nom qu'elle apparait dans les documents de la Seconde Guerre mondiale. Elle prendra le nom de Fourcade en 1947 après son remariage, nom sous lequel elle publiera ses souvenirs en 1968. « Mariée avant sa majorité à un officier, elle prend rapidement sa liberté. Menant dès lors une vie très indépendante, elle travaille comme journaliste et collabore avec l’écrivaine Colette à une émission de radio parisienne », indique Max Lagarrigue. Mère de deux enfants, un fils né en 1929, et une fille née en 1932, la jeune mère de famille les confie à leur grand-mère par l'intermédiaire d'un policier, Simon Cotoni (plus tard membre du réseau Ajax et chargé de la liaison avec celui d'Alliance). Le couple Méric se sépare quand Édouard se voit muté aux Affaires indigènes du Maroc.
En 1936, elle rencontre deux camarades de son beau-frère Georges Georges-Picot, officier supérieur : Charles de Gaulle et Georges Loustaunau-Lacau. Déjà chroniqueuse (de mode) à Radio-Cité, Marie-Madeleine Méric accepte une proposition de travail du second, qui cherche à unir les mouvements de droite nationaliste et d'extrême droite contre le Front populaire. Elle est donc associée aux réseaux Corvignolles, puis elle est secrétaire générale du groupe de publications nationaliste et antisémite La Spirale (publiant notamment la revue L'Ordre national) qu'anime — sous le pseudonyme de Navarre — Loustaunau-Lacau,.

## Seconde Guerre mondiale
Marie-Madeleine Méric, toujours à la tête de La Spirale en 1939, décide de « saborder » L'Ordre national après la mobilisation de Loustaunau-Lacau. Celui-ci, lorsqu'il revient à Paris en mai 1940, conseille à ses collaborateurs de partir vers le sud, où il les retrouvera - c'est, comme pour beaucoup de Français, l'exode. Il les rejoint en août et leur propose aussitôt de monter un réseau de renseignements proche du régime installé à Vichy, qu'il juge alors plus adapté. Il demande à Marie-Madeleine Méric d'en devenir le chef d'état-major, devant mettre au point le réseau tandis que lui devra exercer des fonctions publiques plus en vue, et devant permettre l'implantation rapide du projet (notamment en zone occupée). Marie-Madeleine Méric n'est pas très enthousiaste à cette idée. Loustaunau-Lacau semble n'avoir confiance pour cette tâche qu'en elle,.

### Prise en main
La défaite attire les déçus de l'armistice dans les rangs de la petite organisation. Selon Rémi Kauffer, si Loustanau-Lacau conserve une certaine sympathie, alors, pour Pétain, Marie-Madeleine Méric le voit surtout comme un ambitieux. Une liaison entre zone occupée et zone non occupée est mise en place. Loustaunau-Lacau, souhaitant prendre contact avec les services britanniques et avec l'organisation montée par son ancien camarade de Gaulle, envoie par Pierre Fourcaud (adjoint du colonel Passy) et Pierre Dupuy (ambassadeur du Canada en France) des propositions à Londres. Il envoie qui plus est un ambassadeur personnel, Jacques Bridou, frère de Marie-Madeleine, marié depuis peu à une Anglaise. Le résultat est en demi-teinte, de Gaulle n'acceptant qu'une complète allégeance à sa personne, ce que Loustaunau-Lacau est très loin de goûter ; les Britanniques en revanche sont intéressés, les premiers renseignements ramenés par Fourcaud montrant l'intérêt d'une liaison avec ce groupe.
Marie-Madeleine Méric durant ce temps organise ses troupes : recrutement et orientation des nouveaux arrivants, quadrillage de la zone libre, préparation de filières de passage de la ligne de démarcation et d'évasion vers l'Espagne. Son travail à Vichy est couvert par le général Baston, qui organise le camouflage de leur organisation. Elle commence notamment à recruter dans les milieux de la Marine, via l'officier-mécanicien Henri Schaerrer, auprès de l'« Amicale des Marins de France ». Cette amicale est installée à Marseille et dirigée par un officier du Bretagne coulé à Mers el-Kébir, Jean Boutron, et secondé par les lieutenants de vaisseau Gabriel Rivière et Émile Audoly, qui sont chargés par Mme Méric du renseignement dans le secteur de Marseille. Elle recrute à Monaco un professionnel du renseignement, le colonel Charles Bernis, vieil ami de Loustaunau-Lacau. Il accepte avec peu d'enthousiasme d'être sous les ordres d'une femme, et dirige dès lors la centrale-renseignement qui est installée à Pau.
Fin 1940, l'organisation passe en totale clandestinité ; Loustaunau-Lacau, délégué général à la Légion française des combattants, utilise ses fonctions pour passer facilement en zone occupée. Méric doit utiliser des ausweis fournis par un entrepreneur collaborationniste, et elle est contrôlée dès son premier passage ; elle rejoint l'ancien siège de L'Ordre national, où elle s'installe. Loustaunau-Lacau s'aperçoit qu'elle attire déjà la curiosité des services allemands et la fait repartir pour le sud. Entretemps, elle a recruté le chef de secteur pour Paris, Armand Bonnet. De retour à Vichy, estimant que leur sécurité n'y est plus optimale, elle fait déménager leur quartier général pour rejoindre Pau.
Le 14 avril 1941, Loustaunau-Lacau rencontre les Britanniques au Portugal, en la personne de Kenneth Cohen de l'Intelligence Service, alias « Crane ». Tous deux se mettent d'accord sur leurs relations futures : les Britanniques fourniront les moyens nécessaires au développement du réseau, et auront en échange la primeur des renseignements récoltés, ceux-ci étant ensuite également fournis à la France libre. Méric a organisé son état-major : son adjoint est désormais le sous-officier Maurice Coustenoble, de l'armée de l'Air ; Henri Schaerrer prend la tête de la zone occupée. Elle organise les budgets. La lenteur des transmissions engendre de la frustration auprès de ses équipes.
À la suite de la rencontre du commandant Léon Faye, sous-chef d'état-major de l'armée de l'Air en Afrique, Loustaunau-Lacau prépare avec lui un complot visant à faire passer en dissidence l'entièreté de l'armée d'Afrique. Ce complot tourne court : Faye est arrêté à Alger le 22 mai 1941, Loustaunau-Lacau est exfiltré par l'un de ses contacts puis finalement arrêté le 18 juillet à Pau et emprisonné par la police française. Le général Baston est également arrêté. Malgré ces arrestations et celle de Schaerrer le 11 juillet, et malgré les doutes de ses subordonnés, Marie-Madeleine Méric décide de prendre seule la tête du « réseau SR Alliance », ce qu'elle annonce par un simple télégramme radio à l'Intelligence Service. C'est sous son indicatif « POZ 55 » qu'elle prévient Londres de l'arrestation du No 1 du groupe, rédigeant tout au masculin, ; Loustaunau-Lacau n'a pas transmis son identité aux Britanniques, qui ne connaissent que ses fonctions au sein du réseau, et la confiance que « Navarre » lui porte. Elle prend un chef d'état-major, « Gavarni », et gère les urgences, le temps que Loustaunau-Lacau redevienne disponible. Le chef du secteur de Paris s'adonnant au marché noir, il est remplacé par son homologue de Bretagne ; en août, un premier parachutage avec comité de réception est organisé, et en octobre, six émetteurs sont en fonction.
En octobre, le verdict du procès de Loustaunau-Lacau et de Faye, qui a eu lieu à Clermont-Ferrand, est rendu : les accusés sont exclus de l'armée et condamnés à de la prison ferme. Si Faye n'écope que de quelques mois, une peine de deux ans est appliquée à Loustaunau-Lacau, ce qui confirme le nouveau statut de Mme Méric. Un nouveau parachutage d'un opérateur-radio, accompagné de matériel et d'un budget de plusieurs millions de francs confirme la confiance des Britanniques. Ces bonnes nouvelles sont mises à mal par de nombreuses arrestations : tous les agents du secteur de Paris, le chef du secteur de Dordogne puis celui de Lyon-Dijon, les agents du secteur interdit du Nord, et enfin l'état-major de Méric au grand complet à Pau sont appréhendés. Elle seule, prévenue par une prémonition de Coustenoble, peut y échapper ; elle rejoint l'Espagne grâce à Boutron (qui a été nommé responsable du SR-Marine à l'ambassade de France à Madrid), et y rencontre les émissaires des services britanniques. Ceux-ci, bien qu'étonnés par son identité, lui conservent leur confiance ; le secteur de Marseille étant toujours actif assure l'intérim, néanmoins « Gavarni », mis en liberté surveillée, agit désormais de façon douteuse. Mme Méric rentre en France fin décembre.

### Nouvel état-major
En Espagne, elle a pu corriger quelques écueils dans la transmission des renseignements avec Londres ; elle repart en France avec deux émetteurs supplémentaires. À Marseille, elle revoit enfin « Gavarni », qui lui expose la possibilité de faire libérer tous les agents pris par la police française, à condition que le réseau travaille directement pour les services vichystes ; il continuerait à garder une liaison avec les Britanniques pour obtenir des moyens supplémentaires. Mme Méric semble accepter (les agents de l'état-major sont libérés), mais préfère court-circuiter définitivement « Gavarni », en le remplaçant par Léon Faye, récemment sorti de prison, qu'elle convainc de rejoindre l'action clandestine. Le PC est installé à Marseille, et le recrutement est grandement facilité par les contacts que Faye a dans l'armée de l'Air, ravivés par son procès : les officiers Édouard Kauffmann, Jean-Baptiste Morraglia, Fernand Alamichel, le normalien Georges Lamarque et bien d'autres sont autant de cadres que le réseau peut ajouter à ses membres.
Le réseau prenant de l'ampleur change l'identification de ses membres, en adoptant des totems animaliers. Dès lors, Marie-Madeleine Méric est « Hérisson », Faye - qui est également le chef militaire du réseau - prend le pseudonyme d'« Aigle »,. Marie-Madeleine Méric est sommée de se livrer à la police par son beau-frère Georges-Picot ; Boutron est arrêté. Si la confrontation avec les autorités de Vichy tourne en sa faveur (elle est relâchée), ses activités sont surveillées sans être entravées. Les agents, Boutron excepté, se disculpent. Le retour en avril de Pierre Laval à la tête du gouvernement les plonge à nouveau dans la clandestinité. Dans le Sud-ouest, Marie-Madeleine Méric s'appuie sur le commissaire Jean Philippe dit « Basset », chef du secteur de Toulouse. Le même mois, Alamichel, chef du secteur de Paris, propose à Méric de prendre à eux deux la tête du réseau, écartant Faye et passant totalement sous le contrôle de de Gaulle. Méric y voit des ambitions plus personnelles et tente d'écarter Alamichel de Paris, le remplaçant par Maurice de Mac Mahon ; Alamichel refuse une nouvelle affectation et crée un réseau parallèle.

### Opérations de résistance et arrestations

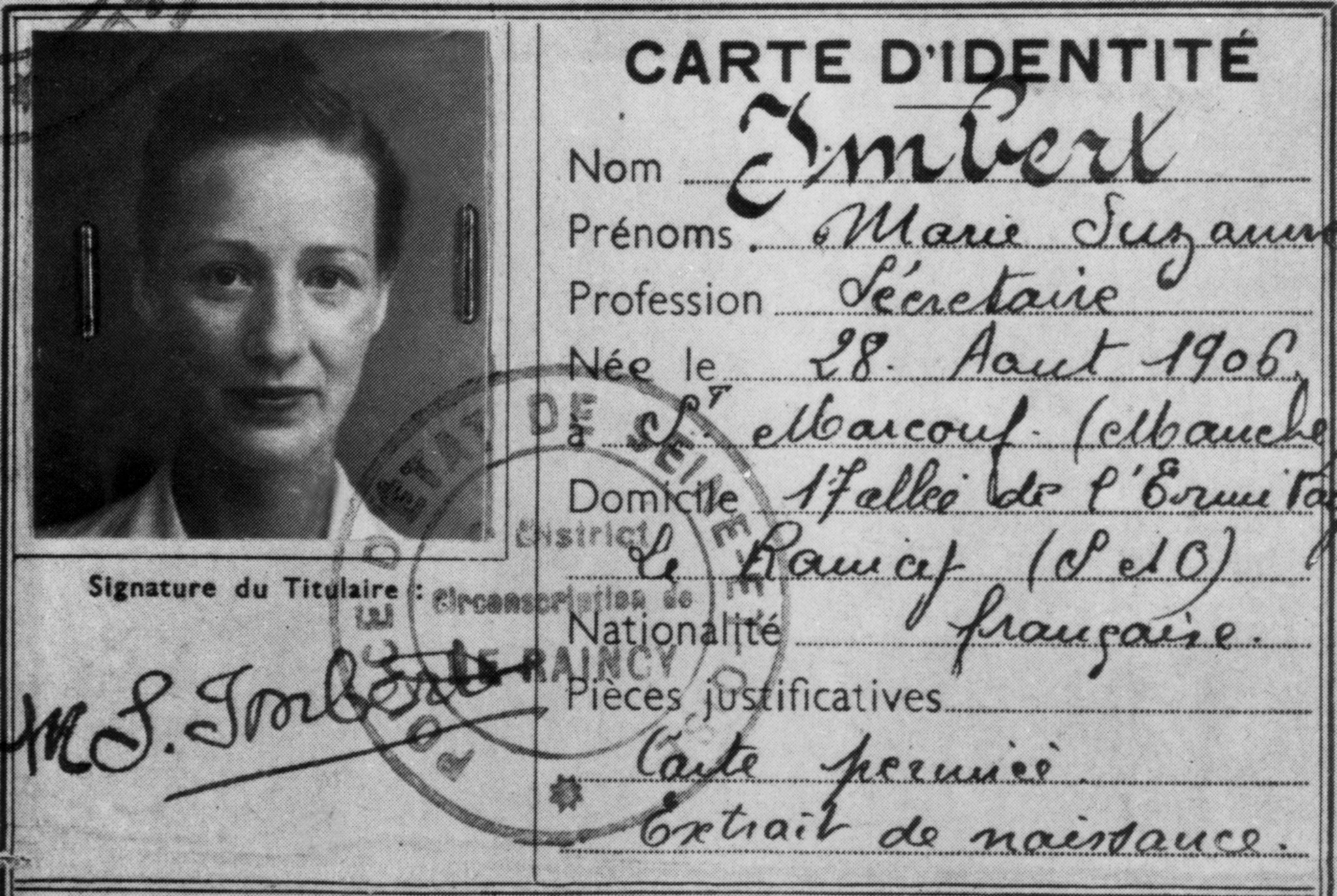
Fausse carte d'identité de Marie-Madeleine Méric (avant 1944).

À la demande du MI6, Méric prend contact avec le général Henri Giraud, dont la personne intéresse fortement les Alliés. Évadé de la forteresse de Königstein en avril 1942, le général Henri Giraud est soutenu par Winston Churchill et par Franklin Delano Roosevelt, qui espèrent ainsi disposer en Algérie d'un appui plus docile (et plus populaire en Afrique du Nord) que Charles de Gaulle. Les prétentions de celui-ci (qui souhaite prendre la tête de la Résistance pour toute l'Europe) sont telles qu'aucune suite n'est donnée pour un moment. Finalement, c'est l'imminence du débarquement allié en Afrique du Nord qui précipite les choses : l'opération Minerve, prévue pour le 4 novembre 1942, sous la responsabilité de Faye et de Bernis, prévoit le départ en sous-marin (le HMS Seraph) depuis la plage du Lavandou, du général Giraud pour Gibraltar. Dans la nuit du 5 au 6 novembre, à la suite de plusieurs retards, le transfert est enfin fait.
Un autre transport est prévu pour le lendemain. Le PC de Marseille est investi au matin par la Gestapo : Méric, Faye, Jacques Bridou, les radios, secrétaire et agent de liaison sont arrêtés par la police française, à la suite d'écoutes menées par la radiogoniométrie allemande. Heureusement pour eux, certains policiers, membres du réseau Ajax, les aident à maquiller ou à cacher les documents pris. Une souricière est mise en place pendant que les prisonniers sont retenus au poste. La nouvelle du débarquement allié en Afrique du Nord change apparemment l'attitude des autorités : Faye est convoqué à Vichy pour rencontrer Laval et René Bousquet. L'armée allemande envahit la zone libre sans que l'armée d'armistice ne soit mobilisée ; Faye est interné. Méric et ses camarades ont réussi à convaincre plusieurs policiers, chargés de les convoyer en prison, de les rejoindre. La totalité de l'équipe, Faye excepté, s'évade. Loustaunau-Lacau, évadé le 7, est repris, ayant confirmé à Marie-Madeleine qu'elle assure seule la direction du réseau. Le 22 novembre, le colonel de Tournemire, chef des Compagnons de France, rejoint le réseau qui prévoit l'armement de l'ensemble des Compagnons (17 000 hommes) au moment opportun. Le 23 novembre, Faye s'évade en compagnie du général Cochet ; celui-ci accepte que son propre réseau intègre celui de Méric, permettant l'implantation du réseau dans la Creuse.
Faye doit rejoindre Londres, afin de présenter les nouvelles possibilités, de prendre contact avec Giraud et avec de Gaulle, et de se mettre à l'abri. Lui et Méric, qui ont entamé une relation amoureuse, font également le point avant son départ des mauvaises nouvelles : le budget du réseau a été détourné par le chef du secteur de Nice, qui tente d'organiser une scission. Alamichel a été arrêté, la région Nord est à reconstruire. Les membres du secteur parisien pris en 1941 ont été fusillés. Malgré tout, le réseau compte près de 1 000 agents, il couvre tout le territoire métropolitain. Durant l'absence de Faye, Méric, enceinte (elle met au monde un fils en juin 1943) fait régulièrement déplacer son PC dans différentes localités de la Corrèze et de la Dordogne. Le commissaire Philippe, chef du secteur de Toulouse, est fait prisonnier, et d'autres arrestations surviennent, dues selon Méric, au retournement d'Alamichel : la capture du PC d'Édouard Kauffmann et de sa famille (lui-même parvenant à s'échapper) convainc Méric de partir dans une autre région. Le PC s'installe alors à Lyon, pour apprendre que le secteur a lui aussi subi des dégâts ; finalement, les violations de règles de sécurité, la capture de l'agent chargé de construire le secteur de Strasbourg et le retournement d'Alamichel ont provoqué des pertes importantes. Seuls la région Centre et les secteurs de Vichy et de Grenoble sont épargnés.
Méric s'appuie sur Kauffmann, nouveau chef d'état-major, pour reconstruire une fois encore : elle adopte cette fois une organisation décentralisée, qui permet à des sous-réseaux d'être plus autonomes (chacun doté de son émetteur), pour rendre leurs activités mieux cloisonnées. Ainsi naissent les « Druides », dirigés par Georges Lamarque, rassemblant principalement des membres des Compagnons de France, qui vont apporter les premiers renseignements de confirmation concernant les V1 et les V2, qui intéressent grandement Londres. Le sous-réseau « Sea Star », dirigé par Joël Lemoigne, rassemble les informations des différentes bases militaires de la côte Atlantique. L'un des agents, Jacques Stosskopf, est au cœur de la base de sous-marins de Lorient, qu'il cartographie entièrement. Kauffmann, en plus de l'état-major, dirige une équipe de protection et d'action, les « Apaches ». La traque allemande étant de plus en plus précise, et Lyon étant le rendez-vous de toute l'activité clandestine de France, Méric part pour Paris, envoyant ses enfants en Suisse.
Le 16 juillet 1943, elle convoque les principaux responsables de secteur du réseau rue Raynouard à Paris. La réunion est destinée à faire le point sur l'orientation du réseau, dont les membres voient la querelle entre de Gaulle et Giraud, alors en cours à Alger, d'un mauvais œil. Faye fait le point de ses rencontres avec les dirigeants français. D'une part, le réseau reste en contact avec la France libre, via Claude Hettier de Boislambert ; d'autre part, pour arrêter les rumeurs accusant le réseau notamment de pétainisme, le général Giraud doit ordonner sa militarisation et son intégration aux forces militaires françaises,. Le réseau a été baptisé Alliance, et reste à disposition des services britanniques. Lors d'un vote à main levée avec les responsables de chacun des secteurs, Paul Bernard est désigné comme successeur potentiel de Méric et de Faye, la première devant rejoindre Londres quelques jours plus tard pour obtenir l'officialisation de la militarisation demandée.
Le 18 juillet 1943, Méric s'envole pour l'Angleterre afin de rencontrer Sir Claude Dansey, vice-directeur de l'Intelligence Service britannique, qui la félicite pour la durée de son commandement : un chef de réseau ne durait pas plus de six mois d'affilée en moyenne, elle a tenu trente-deux mois. Elle reste confinée dans une maison de style anglais, au 10 Carlyle Square. En août, Faye la rejoint en Angleterre, en apportant notamment des informations concernant la mise au point des nouvelles armes allemandes. Malgré leur volonté de retourner en France auprès de leurs troupes, Dansey refuse à Méric cette possibilité, lui expliquant que les risques sont trop importants et que son aide est précieuse à Londres, où elle peut mieux que quiconque analyser la situation de lieux qu'elle connaît bien. Elle accepte ; Faye préfère repartir ; Méric refuse de lui ordonner de rester. Les craintes de Dansey se confirment rapidement : Faye est arrêté avant de poser le pied dans Paris, par la SIPO-SD de Dijon, le 16 septembre 1943, sur dénonciation d'un agent français de l'Abwehr, Jean-Paul Lien, infiltré dans l'équipe des « Apaches ». Le 21, c'est au tour de Kauffamnn ; près de deux cents arrestations suivent. La perte de Léon Faye est un coup dur pour Marie-Madeleine ; c'est Paul Bernard qui prend la suite, nommé chef du réseau à la suite de la militarisation de celui-ci,.
À la suite de cette hécatombe, qui réduit fortement l'influence du réseau, les services britanniques poussent Méric à se rapprocher du BCRA ; si les échanges avec Passy sont difficiles, les services giraudistes ne la soutiennent pas non plus. Méric assiste par procuration à la multiplication des arrestations au sein de son réseau, à l'annonce de la mort de nombreux amis. Mais à partir de février-mars 1944, en accord avec André Manuel, numéro deux du BCRA, Méric obtient la fusion entre l'Alliance et le BCRA (qui devient la Direction générale des études et recherches). Michèle Cointet estime que Méric a favorisé ce rattachement, en espérant que le BCRA lui laisserait plus de latitude que les Britanniques dans le contrôle de son réseau, et autoriserait plus facilement son retour en France. Le 17 mars 1944, c'est d'ailleurs au tour de Paul Bernard de tomber. Toujours retenue en Angleterre, Marie-Madeleine Méric propose au MI6 Jean Roger, dit Sainteny, pour la suppléer et transmettre leurs instructions pour le nord de la France, le sud-est et le sud-ouest restant sous le contrôle de deux chefs de secteur encore épargnés. Pendant ce temps, Méric rédige des rapports pour le Comité français de libération nationale concernant les membres du réseau suspectés de trahison. En juin, peu après le débarquement de Normandie, Roger est capturé, et les Britanniques acceptent l'idée du retour de Méric en France.
Elle y retourne via un terrain d'atterrissage du BCRA. Dansey lui révèle une porte de sortie en cas d'arrestation, qu'il dit n'avoir jamais donnée à quelqu'un autre : affirmer être envoyée par lui, non plus pour faire du renseignement, qui serait abandonné, mais pour préparer la lutte contre les communistes. Dansey lui dit même que si les Allemands sont incrédules, elle pourra le contacter directement par radio pour qu'il confirme cette affirmation ; du poison lui est également donné au cas où. Méric vise la région sud-est, dirigée par Helen des Isnards, relativement protégée et fédératrice, et bientôt concernée par le second débarquement en Provence. Cette sûreté n'est qu'apparente : alors qu'elle code un message annonçant aux Alliés un potentiel attentat contre Hitler, elle est arrêtée à Aix-en-Provence ; elle parvient à s'évader tout de suite et prévient Des Isnards, qui prend le maquis avec elle. Méric peut bientôt partir pour Paris en compagnie de Lamarque. Ils y organisent le renseignement direct avec les troupes alliées, notamment avec Roger, fraîchement évadé, et suivent peu à peu l'avance des troupes de libération en les précédant sur le chemin de l'Est. Ainsi Méric et ses troupes continuent de collecter les informations pour faciliter la progression des Alliés, non sans mal : en plus des risques habituels, ils doivent également faire attention de ne pas se retrouver pris entre deux feux. Marie-Madeleine Méric est notamment arrêtée à Verdun, où elle a installé le bureau du réseau, par les FFI locaux, avant d'être relâchée ; ayant découvert le poste radio du PC, ils la prenaient pour une espionne allemande.
Elle retourne un court moment à Paris, où elle reçoit l'ordre de l'Empire britannique, remis en grande cérémonie. Puis elle rejoint à nouveau la ligne de front, où les troupes alliées stagnent aux alentours de Gravelotte. Méric organise des sondages pour la 3e armée américaine ; un parachutage est organisé en présence du Commander/capitaine de frégate Kenneth Cohen venu voir de près les parachutages qu'il organisait de loin - sa présence permet d'ailleurs d'éviter des conséquences dommageables, puisque des soldats américains le prirent pour un parachutage allemand, et tentèrent d'intervenir. Méric et ses camarades, poussant jusqu'au Luxembourg, sont encore touchés par de nombreuses pertes, notamment celle de Georges Lamarque, fusillé à Luze avec deux autres membres. Méric a mis à la disposition des troupes alliées et des autorités les autres membres et secteurs gérés par son réseau ; le reste tente de retrouver les membres prisonniers.

## Mémoire de la Résistance et gaullisme politique
La Seconde Guerre mondiale terminée, Marie-Madeleine Méric continue à assumer ses responsabilités de chef de réseau. Après la victoire, elle parcourt avec deux autres membres les différentes prisons et camps où les prisonniers d'Alliance ont été déportés. Elle en retrouve la trace mais pas forcément les corps : les autorités allemandes ont laissé des instructions particulières visant la destruction systématique du réseau et de ses membres. Ainsi, au camp de concentration du Struthoff, à Rastatt, à la prison de Kehl ou plus loin encore, de rares tombes témoignent d'exécutions plus massives ; seul Paul Bernard, mêlé au complot du 20 juillet 1944, a pu profiter d'un régime particulier pour échapper aux exécutions. Faye n'a pas eu cette chance : le 30 janvier, après avoir manqué d'être échangé contre le préfet Chiappe, il est massacré avec les autres prisonniers de Sonnenburg devant l'avancée de l'Armée rouge. Son testament, retrouvé dans la forteresse de Bruchsal, reste la dernière trace qui subsiste de lui.
En 1945, l'Association Amicale Alliance (AAA) est fondée. Elle en assure la présidence, Robert Bernadac en devenant le secrétaire national et André Girard le trésorier national. « Officier liquidateur » du réseau,, Méric fait établir notamment la liste de l'entièreté des 432 morts et disparus, qu'elle publie dans le « Mémorial de l'Alliance » en 1947. Elle s'occupe également de faire homologuer chaque membre, ce qui permet d'assurer la survie des familles restantes, souvent spoliées par les Allemands, parfois sinistrées par les combats de la Libération, en leur octroyant des droits à pension ou l'accès à des œuvres sociales. Elle authentifie les actions, en leur attribuant des qualifications, comme P2, P1 ou O, demandant des décorations, enquêtant, collectant des archives, des témoignages pour le « Mémorial de l'Alliance ». « Tout de suite, dans l'après-guerre, s'est posé un problème dramatique, celui des femmes de résistants… ».
En 1947, sur la demande de Méric, une inculpation vise Fernand Alamichel, qu'elle et Faye (dans son testament) tiennent toujours pour le principal responsable de la quasi-destruction du réseau après son arrestation. Alamichel est jugé par les autorités militaires en 1948 ; dans le même temps, Maurice Grapin, autre membre du réseau retourné par les services allemands, est jugé par les autorités civiles. Méric et Alamichel témoignent tous deux à son procès. Alamichel accuse (sans base solide) son ancienne supérieure d'avoir trahi et dénoncé certains agents, la rendant responsable des arrestations (il suggère même de sa part une collaboration horizontale avec un agent de l'Abwehr). Méric quant à elle s'appuie sur les preuves matérielles que lui ont transmises les renseignements britanniques pour justifier ses dires. Elle envoie, après son témoignage, une lettre au président du tribunal qu'elle souhaite communiquer au jury. Alamichel finit par bénéficier d'un non-lieu en novembre 1949,.
Parallèlement, Méric prend fait et cause pour le général de Gaulle, en 1947, et en compagnie d'André Astoux, lance la Campagne du Timbre afin d'asseoir la popularité du Général et de remplir les caisses du nouveau parti politique fondé par de Gaulle, le Rassemblement du peuple français (RPF), dont elle est membre.
Elle se remarie le 20 novembre 1947 avec le Français libre Hubert Fourcade, avec lequel elle a trois autres enfants.
Vice-présidente à partir de 1947 de l'Association nationale des médaillés de la Résistance, elle est secrétaire générale à partir de novembre 1954 du Comité d'action de la Résistance (CAR), vice-présidente puis présidente à partir de décembre 1962 de cette organisation qui défend la mémoire de la Résistance et combat le renouveau de l'extrême droite et de l'antisémitisme. Elle est aussi vice-présidente de l'Union internationale de la Résistance et de la Déportation (UIRD) à partir de 1960 et membre de la Ligue internationale contre le racisme et l'antisémitisme (LICRA).
En 1958, en pleine crise institutionnelle sous la IVe République, elle mobilise avec André Astoux ses anciens compagnons de la Résistance et milite pour le retour du général de Gaulle au pouvoir. Elle contribue ainsi à partir de février 1958 à la campagne de lettres adressées au président de la République René Coty le pressant de faire appel au général de Gaulle. Elle fonde le 12 juillet 1958 avec son mari Hubert Fourcade, qui en prend la présidence, la Convention républicaine. Ce petit mouvement politique veut être l'émanation partisane des Comités de salut public métropolitains. Le couple Fourcade est rejoint notamment par Léon Delbecque, nommé commissaire national, Astoux, Lucien Neuwirth, Pierre Battesti ou Roger Delpey. La CR regroupe des étudiants, d'anciens résistants FFL et FFC, d'anciens membres du RPF. Cela permet à Marie-Madeleine Fourcade et à Delbecque de faire partie des treize fondateurs du nouveau parti gaulliste fondé en octobre 1958, l'Union pour la nouvelle République (UNR), et d'intégrer son comité central,,.
Dans le contexte de la guerre d'Algérie qui se poursuit et au lendemain de l'allocution du général de Gaulle du 16 septembre 1959 sur l'autodétermination en Algérie, qui marque un tournant dans la politique algérienne de la France, elle s'abstient au sein du comité central de l'UNR comme d'autres « ultras » lors du vote d'une motion proposée par des gaullistes orthodoxes affirmant que l’UNR « approuve sans réserve le processus que le général de Gaulle a défini pour que les Algériens puissent fixer démocratiquement leur sort, convaincu qu’une telle voie aboutira à consacrer définitivement les liens indissolubles de la Métropole et de l’Algérie ». Elle cosigne en 1960 le manifeste des intellectuels français pour la résistance à l'abandon, favorable à l'Algérie française.
Elle apporte son soutien au général de Gaulle lors de l'élection présidentielle de 1965, en signant un manifeste de 102 personnalités féminines en sa faveur.
Au cours des années 1960, elle se porte candidate aux élections législatives à trois reprises, dans la onzième circonscription des Bouches-du-Rhône, qui est alors un bastion des forces de gauche. Elle demeure alors à Arles. Elle est à chaque fois battue facilement au second tour par le député sortant socialiste, Charles Privat, en 1962, 1967 et 1968. Elle n'est arrivée en tête au premier tour qu'en 1968, au lendemain des événements de mai 1968. Gaulliste, candidate de l'Union des démocrates pour la République (UDR) en 1968, elle se déclare opposée aux différents candidats « marxistes », socialistes et communistes ainsi qu'à la subversion d'extrême gauche en 1968,.
Elle publie en 1968, sous le titre L'Arche de Noé, ses souvenirs de résistance pendant la guerre.
Elle figure en 1979 sur la liste gaulliste menée par Jacques Chirac, intitulée « Défense des intérêts de la France en Europe », pour les toutes premières élections européennes au suffrage universel. Comme les 14 élus de la liste se sont engagés à céder leur place en 1980 aux suivants de liste suivant un système dit « du tourniquet », elle est députée européenne entre 1980 et 1982 à l'Assemblée des Communautés européennes à Strasbourg. Elle vote en 1981 pour l'abolition de la peine de mort dans toute la Communauté économique européenne.
Elle préside le jury d'honneur demandé par Maurice Papon en 1981 et l'appuie par la suite au sein de l'association Résistance-Vérité-Souvenir.
Ses derniers combats concernent le règlement de la crise libanaise d'une part, et le procès Klaus Barbie à Lyon d'autre part.
Marie-Madeleine Fourcade meurt à 79 ans, le 20 juillet 1989 à l’hôpital d'instruction des armées du Val-de-Grâce. Le gouvernement français et les derniers survivants du réseau lui rendent un hommage solennel le 26 juillet à l'occasion de ses obsèques en la cathédrale Saint-Louis-des-Invalides, en vertu d'une mesure dérogatoire prise par le ministre de la Défense Jean-Pierre Chevènement.
En effet ne peuvent bénéficier d'ordinaire de cet honneur que « les officiers généraux, les militaires tués en service, les blessés et les pensionnaires des Invalides », le général de Galbert avait fait savoir que l'ancienne cheffe du réseau Alliance ne pouvait avoir droit à des obsèques aux Invalides au vu du règlement.
Elle est la première femme honorée aux Invalides, en présence d'André Méric, secrétaire d'État aux Anciens combattants, représentant du chef de l'État, de Roland Dumas, ministre des Affaires étrangères, du général Simon, grand chancelier de l'ordre de la Libération, du maire de Paris Jacques Chirac, de Jacques Chaban-Delmas, des députés Raymond Marcellin, Jacques Toubon, Patrick Ollier et Jean Tiberi, ainsi que de Sir Ewen Ferguson, ambassadeur de Grande-Bretagne, représentant de la reine-mère. Elle est inhumée au cimetière du Père-Lachaise à Paris (division 90).

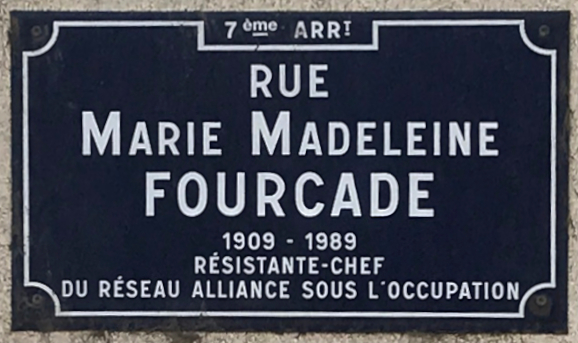
Plaque de la rue Marie-Madeleine-Fourcade à Lyon (août 2017).

### Hommages
- Place Marie-Madeleine-Fourcade, dans le 15e arrondissement de Paris ;
- Rue Marie-Madeleine-Fourcade, dans le 7e arrondissement de Lyon ;
- Lycée polyvalent Marie-Madeleine-Fourcade, à Gardanne (Bouches-du-Rhône) en 1987 ;
- Rond-point Marie-Madeleine-Fourcade, à Bois-d’Arcy (Yvelines) en 2021.

## Publication
- « Français du silence - La résistance : Les réseaux », dans Jacques Meyer (dir.) et alii, Vie et mort des Français (1939-1945), Paris, Hachette (réimpr. 1980) (1re éd. 1971), 614 p., p. 325-358.

## Décorations
- Commandeur de la Légion d'honneur
- Croix de guerre 1939–1945
- Médaille de la Résistance française avec rosette (décret du 31 mars 1947)[125]
- Croix de guerre belge
- Officier de l'ordre de Léopold
- Officier de l'ordre de l'Empire britannique